# Співак Віктор Михайлович
 Співак Віктор Михайлович  (27 березня 1945) — професор кафедри звукотехніки та реєстрації інформації Національного технічного університету України «Київський політехнічний інститут», кандидат технічних наук, старший науковий співробітник, доцент.

## Життєпис
- 1968 — закінчив Київський політехнічний інститут, спеціальність — «Інженер електронної техніки».
- Кандидатська дисертація — «Исследование и разработка многофазных задающих RC-генераторов устройств преобразовательной техники» (1974).
- 1979 — старший науковий співробітник.
- 1988 — доцент.
- 2004 — професор кафедри звукотехніки та реєстрації інформації Факультету електроніки[1].

## Громадська діяльність
Виконав низку науково-дослідних робіт за спеціальними урядовими постановами Міністерства середнього машинобудування СРСР та Міністерства освіти України, Президії НАН України, зокрема спільно зі співробітниками Сухумського фізико-технічного інституту, Київського підприємства «Квант», інститутів електрозварювання та електродинаміки НАН України.
Як представник української делегації брав участь у роботі засідань представників країн-членів Ради Економічної Взаємодопомоги щодо створення автоматизованих електронно-променевих, плазмових і лазерних установок для зварювання та обробки матеріалів. Сьогодні В.М.Співак є науковим керівником та відповідальним виконавцем науково-дослідних проектів, що виконуються за держзамовленням МОНУ спільно із Софійським Інститутом електроніки [Архівовано 23 жовтня 2017 у Wayback Machine.] Академії наук Болгарії, Інститутом енергетики [Архівовано 23 жовтня 2017 у Wayback Machine.] Академії наук Молдови. Брав участь у роботі низки науково-технічних міжнародних конференцій, у тому числі в Болгарії, Німеччині, Польщі, Росії, Словаччини, Чехії.
Науково-педагогічний стаж В.М. Співака – 38 років. Він є провідним лектором, читав лекції та виконував усі види педагогічного навантаження на високому рівні за 12-ма різними дисциплінами електронного напряму на кафедрі промислової електроніки (1968-1982 рр.) та кафедрі ЗТРІ по теперішній час. На запрошення уряду Болгарії читав лекції у Софійському державному університеті.
Є засновником та заступником директора громадської організації «Об’єднання студентів та спеціалістів електроніки та зв’язку».
За актуальність, новизну та важливість наукових розробок В.М.Співак неодноразово отримував премії за виконання НДР, у тому числі премію Міністерства середнього машинобудування СРСР. Нагороджений срібною медаллю ВДНГ СРСР та дипломами ВДНГ СРСР, України та Чехословаччини за експонати спеціалізованих та міжнародних науково-технічних виставок.
За останні 3 роки В.М. Співак видав 44 наукових та науково-методичних праці та 8 підручників з грифом МОН України (з них 4 підручники в електронному форматі). За час роботи в НТУУ «КПІ» був науковим керівником та консультантом з підготовки 5 кандидатів технічних наук за спеціальністю «Електричні та напівпровідникові перетворювачі». Рейтинг викладача В.М. Співака за 2008 р. – один з найвищих на факультеті електроніки (2400 пунктів).

## Нагороди та відзнаки
- Лауреат премії «КПІ» за кращу монографію. (1989).
- Лауреат премії НТУУ «КПІ» за кращий підручник. (2004)
- Відзнака МОН України «За наукові досягнення» (2005).
- Переможець конкурсу НТУУ «КПІ» в номінації «Викладач-дослідник – 2006» (2006).
- Переможець конкурсу НТУУ «КПІ» в номінації «Викладач-дослідник – 2008» (2008).
- У складі авторського колективу підручника «Схемотехніка електронних систем» у 4-х книгах колегією МОН України був двічі висунутий номінантом на здобуття Державної премії України в галузі науки і техніки (2007, 2009).

## Наукові інтереси
Наукові інтереси стосуються електроніки, електротехніки, звукотехніки, реєстрації інформації, моделювання процесів у напівпровідникових перетворювачах електроенергії, новітні та ресурсозберігаючі технології в енергетиці, акустиці та звукотехніці в контексті сталого розвитку.

## Праці
На основі отриманих наукових і учбово-методичних результатів Співак В.М. опублікував понад 210 праць, у тому числі 1 монографію, 21 підручник з грифом МОН України.
- Співак В. М. Моделювання електромагнітних процесів у пристрої для заряду енергоємних акумуляторних батарей [Архівовано 18 жовтня 2017 у Wayback Machine.] / В. М. Співак, В. Б. Волківський // Видавництво Національного університету «Львівська політехніка» . — 2003. — С. 165–172
- Схемотехника электронных систем. Аналоговые и импульсные устройства[недоступне посилання з липня 2019] / В. И. Бойко, А. Н. Гуржий, В. Я. Жуйков, А. А. Зори, В. М.Спивак.  – СПб.: БХВ-Петербург, 2004. – 496 с.: ил.
- Схемотехника электронных схем. Микропроцессоры и микроконтроллеры : учебник / В. И. Бойко, А. Н. Гуржий, В. Я. Жуйков, В. М. Спивак. – СПб.: БХВ-Петербург, 2004. – 464 с.
- Basics of circuitry of electronic systems[недоступне посилання з липня 2019] / S. P. Denysuk, V. Y. Zhujkov, A. A. Zori, V. M. Spivak, V. E. Suchyk, T. O. Tereschenko, V. D. Sheliagin – K. : Norita-plus: Avers, 2006. − 784 с.
- Співак В. М. Системно-синергетичний підхід до досліджень глобалізаційних процесів [Архівовано 24 березня 2022 у Wayback Machine.] / В. М.  Співак // Вісник Харківського національного університету внутрішніх справ. — 2010. — Вип. 1. — С. 309–317
- АВТОМАТИКА ТА ЕЛЕКТРОПРИВОД ТЕХНІКИ РЕЄСТРАЦІЇ ІНФОРМАЦІЇ: Навчальний посібник [Архівовано 19 жовтня 2017 у Wayback Machine.] / Г. Г. Власюк, В. М. Співак, К. О. Трапезон, В. Б. Швайченко. – К.: Освіта України, 2010. − 159 с
- Generalizations of the research results, published in the monographs “Introduction in Nanoelectroniccs technologies” and “Nanoelectronics materials and devices” / G. Mladenov, E. Koleva, А. Shmyryeva, V. Spivak, A. Bogdan // Electronics and Communications Thematic Issue of Electronics and Nanotechnologies Journal. — 2010 — R. 57. Т. 4. — С. 6–10
- Теорія процесів інформаційних систем : підручник для студ. техн. спец. вищих навч. закл., що навч. в галузі знань "Електроніка' / Г. Г. Власюк, М. . Б. Гумен, В. М. Співак, Т. Ф. Гумен. – Київ : Освіта України, 2010. – 602 с.
- Наноэлектроника: монография в двух книгах. Кн.1 Введение в наноэлектронные технологии" / Г. М. Младенов., В. М. Спивак, Е. Г. Колева. – Киев-София: Аверс, 2010. – Т. – 332 с.
- Micro-and nanostructures in modern memory devices [Архівовано 18 жовтня 2017 у Wayback Machine.] / G. Mladenov, V. Spivak, E. Bogdan, A. Koleva, S. Zelensky // Electronics and Communications Thematic Issue of Electronics and Nanotechnologies Journal. — 2011. — Т. 2. Т. 3. — P. 5–8
- Дослідження кутів введення та прийому ультразвукових коливань відносно об’єкту контролю при електромагнітно-акустичному методі дефектоскопії[недоступне посилання з липня 2019] / А. А. Зорі, Р. І. Соломічев, В. П. Тарасюк, В. М. Співак. — Славське," ЛЕОТЕСТ-2011";— 2011
- Automated television control system of laser-arc welder / D. V. Vayts, V. M. Spivak, A. V. Bogdan, G. G. Vlasyuk // ДонНТУ. — 2011. — P. 80–83
- Development of modern magnetic memories / G. Mladenov, V. Spivak, E. Koleva, A. Bogdan // Proc. Int. Conf. Electronics and Nanotechnology. — 2011. — P. 12-14
- Електропривод і автоматика відео- та аудиопристроїв : електронний навчальний посібник / В. Б. Швайченко, Г. Г. Власюк, В. М. Співак, К. О. Трапезон. – К.: НТУУ «КПІ», 2011. – 170 с.
- Керування дозованої подачі електроенергії під час дугового зварювання металів [Архівовано 19 жовтня 2017 у Wayback Machine.] / Д. В. Вайц, В. М. Співак, Є. Ю. Коваленко // Чернігів: ЧНТУ. — 2012. — №1 (5). — С. 135–139
- Наноелектроніка. Квантово-механічні засади, структури, фізичні властивості : навч. посіб. для студ. вищ. навч. закл. за напрям. підгот. "Мікро- та наноелектроніка"' / В. М. Коваль. Д. М. Заячук, Ю. І. Якименко, В. М. Співак, О. В. Богдан, А. Т. Орлов. – Київ : Кафедра, 2013. – 427 с.
- Наноелектроніка: навчальний посібник / О. В. Богдан, Д. М. Заячук, Ю. І. Якименко, А. Т. Орлов, В. М. Співак. – Київ : Кафедра, 2013. – 454 с.
- Співак В. М. Оптимізація персоналу як напрям підвищення ефективності кадрового менеджменту промислових підприємств [Архівовано 18 жовтня 2017 у Wayback Machine.] / В. М. Співак // Вісник Хмельницького національного університету. — 2013. — № 5. Т. 3. — С. 250–254
- Конструювання та технологія виробництва техніки реєстрації інформації [Архівовано 18 жовтня 2017 у Wayback Machine.] У 3 кн. Кн. 1. Системи та пристрої реєстрації інформації [Електронний ресурс] : навчальний посібник / Є. М. Травніков, Г. Г. Власюк, В. В. Пілінський, В. М. Співак, В. Б.  Швайченко – Електронні текстові дані (1 файл: 10.93 Мбайт). – Київ : КАФЕДРА, 2013.  – 216 с.: іл. – Назва з екрана
- Співак В.М. Знакова модель визначення найпридатнішого мікроконтролера для проблемно-орієнтованих систем / В. А. Лукашенко, В. М. Співак, А. Г. Лукашенко, М. В. Чичужко, В. М. Лукашенко, В. П. Малахов // Вісник Черкаського державного технологічного університету. Серія: Технічні науки. — 2014. — Вип.4. — С. 19-24
- ИССЛЕДОВАНИЕ ПРОЦЕССОВ В ТЕХНОЛОГИЧЕСКОМ КОМПЛЕКСЕ ДЛЯ ОЗОНИРОВАНИЯ ПЛОДООВОЩНОЙ ПРОДУКЦИИ / В. М. Решетюк, С. А. Шворов, М. В. Чапний, В. М. Чапний, В. М. Співак // Праці Таврійського державного агротехнологічного університету. — 2014. — Т. 13 Вип.4. — С. 104-110
- Конструювання та технологія виробництва техніки реєстрації інформації. [Архівовано 18 жовтня 2017 у Wayback Machine.] У 3 кн. Кн. 2. Основи конструювання [Електронний ресурс] : навчальний посібник / Є. М. Травніков, В. С. Лазебний, Г. Г. Власюк, В. В. Пілінський, В. М. Співак, В. Б. Швайченко. – Електронні текстові дані (1 файл: 10,32 Мбайт). – Київ : КАФЕДРА, 2015. – 285 с.: іл. – Назва з екрана
- Співак В. М. Електронні методи і засоби біомедичних вимірювань : навчальний посібник / С. К. Мещанінов, В. М. Співак, А. Т. Орлов. — К: Кафедра, 2015. — 211 с.: іл..
- Співак В.М. Вибір адаптивної частоти дискретизації звукових сигналів цифрового підсилювача класу D [Архівовано 19 жовтня 2017 у Wayback Machine.] / В. М. Співак // Наукові праці ДонНТУ. Серія: “Обчислювальна техніка та автоматизація”. — 2015. — С. 181–187
- Thermal management system for electronic devices / I. V. Tsevukh, V. V. Spivak, A. I. Malyuta, T. I. Shuba // Tekhnologiya i Konstruirovanie v Elektronnoi Apparature. — 2015 — Вип. 1. — С. 20–22
- Співак В.М. Систематизація методів, моделей сопроцесорів для високошвидкісних, прецизійних мікропроцесорних проблемно-орієнтованих систем / В. М. Співак, В. А. Лукашенко, А. Г. Лукашенко// Вісник Хмельницького національного університету. Серія "Технічні науки". — 2015. — № 1 (221). — С. 164-170
- Співак В.М. Цифрова та імпульсна схемотехніка. Моделювання та аналіз[Електронний ресурс]: навч. посіб. для студентів, які навчаються за напрямом підготовки «Акустотехніка» / В. В. Макаренко, В. М. Співак; НТУУ «КПІ». –Електронні текстові дані (1файл: 11, 12 Мбайт). — Київ: НТУУ" КПІ", 2015. — 314 с.: іл. — Назва з екрана.
- Співак В.М. Схемотехнічне моделювання як засіб для пояснення процесів, що відбуваються в електричних колах / В. М. Співак, В. В. Макаренко // “Наукові записки. Серія: Проблеми методики фізико-математичної і технологічної освіти” Кіровоградського державного педагогічного університету імені Володимира Винниченка. — 2015. — Т.1, Вип. 8. — С. 181-185
- Співак В.М. Імпульсна та цифрова схемотехніка : моделювання та теорія : електронний навчальний посібник / В. М. Співак, В. В. Макаренко. — Київ: НТУУ «КПІ» . — 2015. — 314 с.
- Співак В. М.  Електронні методи і засоби біомедичних вимірювань [Архівовано 18 жовтня 2017 у Wayback Machine.] [Електронний ресурс] : навчальний посібник / С. К. Мещанінов, В. М Співак, А. Т. Орлов; НТУУ «КПІ ім. Ігоря Сікорського». – Електронні текстові данні (1 файл: 3,41 Мбайт). – Київ : НТУУ «КПІ ім. Ігоря Сікорського», 2016. – 213 с. – Назва з екрана
- Основи наноелектроніки [Архівовано 18 жовтня 2017 у Wayback Machine.] : у 2-х книгах. Книга 2: Матеріали і наноелектронні технології [Електронний ресурс] : підручник / Ю. І. Якименко, Д. М. Заячук, В. М. Співак, А. Т. Орлов [та ін.] ; НТУУ «КПІ ім. Ігоря Сікорського». – Електронні текстові данні (1 файл: 9,39 Мбайт).  – Київ : НТУУ «КПІ ім. Ігоря Сікорського», 2016. – 343 с. – Назва з екрана
- Система управления тепловыми режимами электронных приборов [Архівовано 18 жовтня 2017 у Wayback Machine.] / И. В. Цевух, В. В. Спивак, А. И. Малюта, Т. Н. Шуба // Технологія та конструювання в електронній аппаратурі. — 2016. — № 1. — С. 20–22
- Співак В. М. Моделювання сигналів ofdm з використанням методів зменшення значення пік-факторів / С. О. Доля, В. М. Співак // Велес. — 2016 — Вип. 7-1. — С. 44–49
- Вступ до фаху з електроніки та комп’ютерної інженерії : навчальний посібник / В. М. Співак, А. А. Зорі, В. М. Лукашенко, О. Вовна. — Покровськ: ДВНЗ «Дон НТУ», 2016. — 312 с.
- Співак В.М. Схемотехнічне моделювання як засіб для пояснення процесів, що відбуваються в електричних колах / В. Макаренко, В. Співак // Наукові записки [Кіровоградського державного педагогічного університету імені Володимира Винниченка]. Серія: Проблеми методики фізико-математичної і технологічної освіти). — 2016. — Вип. 8 (1). — С. 181-185
- Основи теорії процесів в інформаційних системах [Архівовано 18 жовтня 2017 у Wayback Machine.]. У 2 кн. Кн. 2. Аналіз випадкових процесів [Електронний ресурс] : підручник / М. Б. Гумен, В. М. Співак, С. К. Мещанінов, Г. Г. Власюк, Т. Ф. Гумен. – 2-е вид., зі змінами і допов. – Електронні текстові дані (1 файл: 5,13 Мбайт). – Київ : Кафедра, 2017. − 331 с. – Назва з екрана
- Основи теорії процесів в інформаційних системах [Архівовано 18 жовтня 2017 у Wayback Machine.]. У 2 кн. Кн. 1. Аналіз детермінованих процесів [Електронний ресурс] : підручник / М. Б. Гумен, В. М. Співак, С. К. Мещанінов, Г. Г.  Власюк, Т. Ф. Гумен. – 2 вид., зі змінами і допов. – Електронні текстові дані (1 файл: 4,05 Мбайт). – Київ : Кафедра, 2017. − 281 с. – Назва з екрана.
- Співак В. Використання імітаційного моделювання для пояснення процесів, що протікають у підсилювачах потужності / В. Макаренко, В. Співак // Вісник Черкаського університету: Педагогічні науки. — 2017 — Вип. 6. — С. 71–78